# 哈倫鎮區 (費耶特縣)
哈伦鎮區（Harlan Township），美国艾奥瓦州费耶特县的一个鎮區，总面积95.28平方公里，总人口871（2010年美国人口普查）。